# خاقانات ترک شرقی
خاقانات ترک شرقی (چینی: 東突厥; پین‌یین: Dōng tūjué) یک خاقانات ترک بود که در نتیجه جنگ‌های داخلی در خاقانات گوک‌ترک در آغاز سده هفتم میلادی (۵۸۱–۶۰۳) در کنار خاقانات ترک غربی پدید آمد. در پایان دودمان تانگ چین خاقانات ترک شرقی را فتح کرد.